# دخول بريطانيا إلى الحرب العالمية الأولى
دخلت بريطانيا العظمى الحرب العالمية الأولى في 4 أغسطس 1914 عندما أعلن الملك الحرب بعد انتهاء مهلة الإنذار لألمانيا. كان التفسير الرسمي هو حماية الحياد البلجيكي؛ أما السبب الرئيسي فهو منع الهزيمة الفرنسية التي كانت ستجعل ألمانيا مسيطرة على أوروبا الغربية.

## خلفية
خلال الجزء الأكبر من القرن التاسع عشر، اتبعت بريطانيا سياسة عرفت لاحقًا باسم العزلة الرائعة، والتي سعت إلى الحفاظ على توازن القوى في أوروبا دون تحالفات رسمية. نظرًا لتقسيم أوروبا إلى مجموعتين من القوى خلال التسعينيات من القرن التاسع عشر، أدركت حكومة المحافظين 1895-1905 أن هذا الأمر كشف بريطانيا للأعداء بشكل خطير. نتج عن ذلك التحالف الإنجليزي الياباني عام 1902، تلاه زيارة الملك إدوارد السابع إلى باريس عام 1903.
أدى الحد من المشاعر المعادية لبريطانيا في فرنسا إلى الاتفاق الودّي عام 1904، وكان أول تأثير ملموس هو الدعم البريطاني لفرنسا ضد ألمانيا في الأزمة المغربية عام 1905.
في عام 1907، وافقت الحكومة الليبرالية الجديدة على الاتفاقية الإنجليزية-الروسية، ركزت الاتفاقية على حل النزاعات الاستعمارية، لكن من خلال ذلك، مهدت الطريق لتعاون أوسع وسمحت لبريطانيا بإعادة تركيز مواردها البحرية استجابة للتوسع البحري الألماني.
شجعت أزمة أغادير عام 1911 على إجراء مفاوضات عسكرية سرية بين فرنسا وبريطانيا في حالة الحرب مع ألمانيا. ستوضع قوة مشاة بريطانية من 100000 رجل في فرنسا في غضون أسبوعين من الحرب، في حين أن الترتيبات البحرية خصصت المسؤولية عن البحر الأبيض المتوسط لفرنسا، ومسؤولية البحرية الملكية بعد بحر الشمال والقناة، بما في ذلك شمال فرنسا. كانت بريطانيا ملزمة فعليا بدعم فرنسا في حرب ضد ألمانيا، لكن هذا لم يكن مفهوما على نطاق واسع خارج الحكومة أو الجيش.

## العداء مع ألمانيا
في شرح سبب خوض بريطانيا الحرب مع ألمانيا، أقر المؤرخ البريطاني بول كينيدي (1980) أن من المهم بالنسبة للحرب أن تصبح ألمانيا أقوى اقتصاديًا من بريطانيا، لكنه يقلل من أهمية النزاعات حول الإمبريالية التجارية الاقتصادية، سكة حديد بغداد، المواجهات في أوروبا الشرقية الخطابة السياسية المشحونة وجماعات الضغط المحلية. لعب اعتماد ألمانيا مرارًا وتكرارًا على القوة المطلقة، ومناشدة بريطانيا المشاعر الأخلاقية، في اعتبار غزو بلجيكا تكتيكًا عسكريًا ضروريًا أو جريمة أخلاقية عميقة. لم يكن الغزو الألماني لبلجيكا المحايدة مهمًا لأن القرار البريطاني كان قد اتخذ بالفعل والبريطانيون كانوا أكثر اهتمامًا بمصير فرنسا (الصفحات 457-62). يجادل كينيدي بأن السبب الرئيسي هو خوف لندن من أن تكرار عام 1870، عندما حطمت بروسيا والولايات الألمانية فرنسا، يعني أن ألمانيا، مع وجود جيش قوي وبحرية قوية، سوف تسيطر على القناة الإنجليزية وشمال غرب فرنسا. أصر صناع السياسة البريطانيون على أن ذلك سيكون كارثة على الأمن البريطاني.

## قرار الحرب

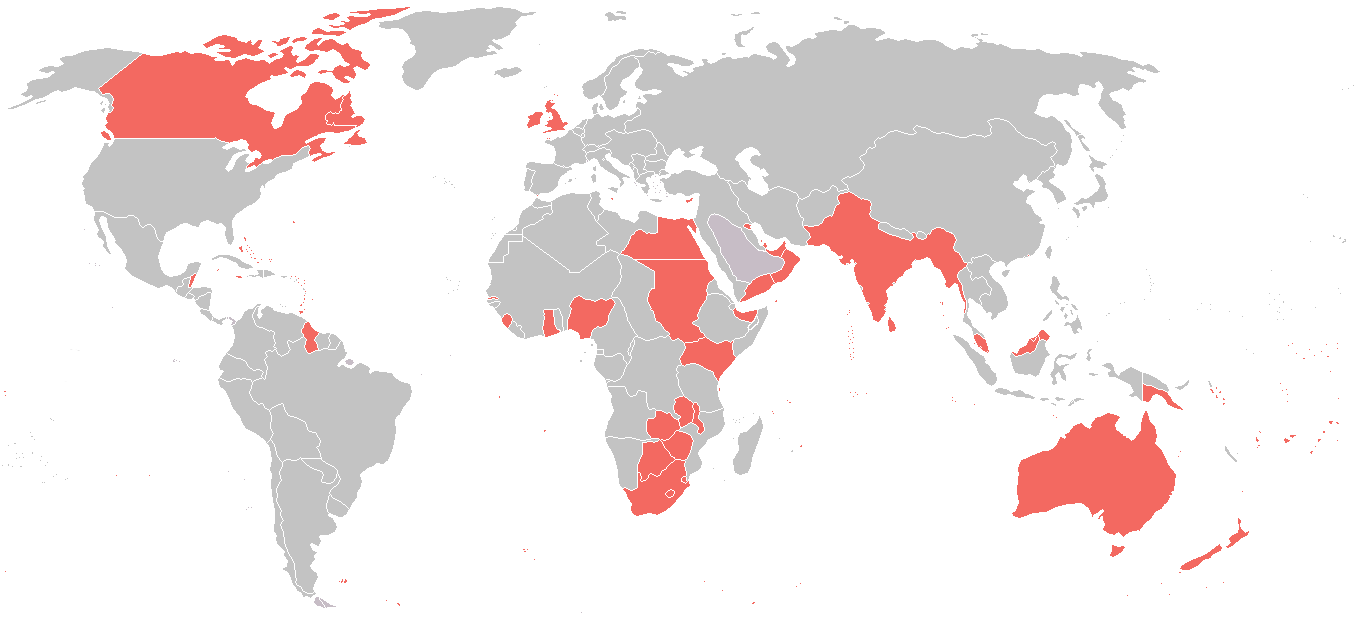
بريطانيا العظمى في 1914

كان لدى القادة البريطانيين شعورًا متزايدًا بالالتزام بالدفاع عن فرنسا ضد ألمانيا. أولًا، إذا احتلت ألمانيا فرنسا مرة أخرى كما حدث في الحرب الفرنسية البروسية، فستصبح تهديدًا كبيرًا للمصالح الاقتصادية والسياسية والثقافية البريطانية. ثانيًا، تورط الحزبية. عُرِف الحزب الليبرالي بالعولمة والتجارة الحرة، ومعارضة الشوفينية والغلو في الوطنية والحرب. على النقيض من ذلك، عُرِفَ حزب المحافظين باعتباره حزب القومية والوطنية. توقع البريطانيون أن «يُظهر القدرة على إدارة الحرب». وطالب الناخبون الليبراليون بالسلام، لكنهم كانوا غاضبين أيضًا عندما تعامل الألمان مع الحياد البلجيكي باعتباره «قصاصة ورقة» لا قيمة لها (على حد تعبير المستشار الألماني عندما سخر من معاهدة لندن (1839)). ألمانيا، في طريقها إلى هجوم كبير على فرنسا، غزت بلجيكا في وقت مبكر من صباح يوم 4 أغسطس. دعا الضحايا بريطانيا إلى الإنقاذ العسكري بموجب معاهدة عام 1839 وردًا على ذلك، أعطت لندن برلين مهلة انتهت في الساعة 11 مساءً بتوقيت لندن، والتي تم تجاهلها. أعلن الملك الحرب على ألمانيا في نفس المساء في 4 أغسطس 1914.

حتى 1 أغسطس 1914، عارضت الغالبية العظمى من الليبراليين -الناخبين وأعضاء مجلس الوزراء- بشدة الذهاب إلى الحرب. كان الغزو الألماني لبلجيكا بمثابة انتهاك صارخ للحقوق الدولية التي جعلت الليبراليون يوافقون على الحرب في 4 أغسطس. يقول المؤرخ زارا شتاينر:
تغير المزاج العام. أثبتت بلجيكا أنها حافز أطلق العنان للعواطف المتعددة، وتبرير، وتمجيد للحرب التي كانت لفترة طويلة جزءًا من الرأي البريطاني.
ارتفع وجود السبب أخلاقي فوق كل المشاعر الكامنة المناهضة لألمانيا، وذلك بعد سنوات من التنافس البحري والعداء المفترض. أثبتت «قصاصة الورق» كونها النقطة الحاسمة في الحفاظ على وحدة الحكومة ومن ثم توفير نقطة محورية للشعور العام.
لقد نجح الليبراليون في إصلاح انقسامهم العميق حول الحرب. إذا لم تستطع الحكومة الليبرالية التصرف بحزم ضد الغزو الألماني لفرنسا، فإن كبار قادتها بمن فيهم رئيس الوزراء هـ. هـ. أسكويث، ووزير الخارجية إدوارد جراي، اللورد الأول للأدميرال ونستون تشرشل، وغيرهم سوف يستقيلون، مما يؤدي إلى خطر تشكيل الحكومة على يد المؤيدين للحرب من حزب المحافظين. لم يكن سوء معاملة بلجيكا بحد ذاته سببًا أساسيًا لدخول بريطانيا، ولكن تم استخدامه على نطاق واسع كمبرر في الدعاية في زمن الحرب لتحفيز الشعب البريطاني.
كانت القيادة العليا الألمانية تدرك أن دخول بلجيكا سيؤدي إلى تدخل بريطاني لكنها قررت أن الخطر مقبول؛ كانوا يتوقعون أن تكون حربًا قصيرة في حين ادعى سفيرهم في لندن أن الحرب الأهلية في أيرلندا ستمنع بريطانيا من مساعدة فرنسا.

يستنتج المؤرخون الذين ينظرون إلى أزمة يوليو بأن غراي:
لم يكن وزيرًا خارجيًا رائعًا، لكنه كان رجلًا إنجليزيًا صادقًا ومراوغًا ومثابرًا .... لقد أظهر فهمًا حكيمًا للشؤون الأوروبية، وسيطرة صارمة على موظفيه، وليونة وتكتيك في الدبلوماسية، لكنه لم يكن لديه الجرأة ولا الخيال، وعدم القدرة على قيادة الرجال والأحداث. فقد اتبع سياسة حذرة ومعتدلة، وهي سياسة لم تلائم مزاجه فحسب، بل عكست أيضًا الانقسام العميق في مجلس الوزراء وفي الحزب الليبرالي وفي الرأي العام.

### الأزمة الأيرلندية في الانتظار
حتى أواخر شهر يوليو، كانت السياسة البريطانية تركز بالكامل على تهديد الحرب الأهلية في أيرلندا. في عام 1912، قدمت الحكومة مشروع قانون الحكم الذاتي الذي طالب به القوميون الأيرلنديون؛ بموجب أحكام قانون البرلمان لعام 1911، الذي يحتفظ بمقتضاه مجلس اللوردات بالحق في تأخير التشريعات لمدة تصل إلى عامين، كان من المقرر أن يصبح قانونًا في عام 1914. وطالب الأولستر البروتستانت بمعاملة منفصلة؛ بحلول عام 1914، قدمت الحكومة استبعادًا مدته ست سنوات للمقاطعات الست التي ستصبح في نهاية المطاف أيرلندا الشمالية، ولكن ليس الإعفاء الدائم الذي طلبوه. قام الجانبان في أيرلندا بتهريب الأسلحة، وإنشاء ميليشيات من عشرات الآلاف من المتطوعين، وكانوا مستعدين لخوض حرب أهلية. أصيب الجيش البريطاني بالشلل: أثناء «حادثة Curragh»، هدد ضباط هذا الحادث بالاستقالة أو قبول الطرد بدلًا من إطاعة أوامر الانتشار في أولستر. دعمهم عناصر الحزب الوحدوي (المحافظ). فجأة في 25 يوليو، أصبح الإنذار النمساوي إلى صربيا معروفًا، وأدركت الحكومة أن الحرب مع ألمانيا كانت مرجحة على نحو متزايد. سُن تشريع حكومة أيرلندا لعام 1914 ليصبح قانونًا، لكن تم تعليقه طوال فترة القتال، مع وجود قضية أولستر التي لم تُحل بعد.